# بخش ویازمسکی، استان اسمولنسک
بخش ویازمسکی (به لاتین: Vyazemsky District) یک منطقهٔ مسکونی در روسیه است که در استان اسمولنسک واقع شده‌است.